# Meister Honoré
Meister Honoré (* in Amiens; tätig von 1288 bis 1300) war ein französischer Miniaturist.

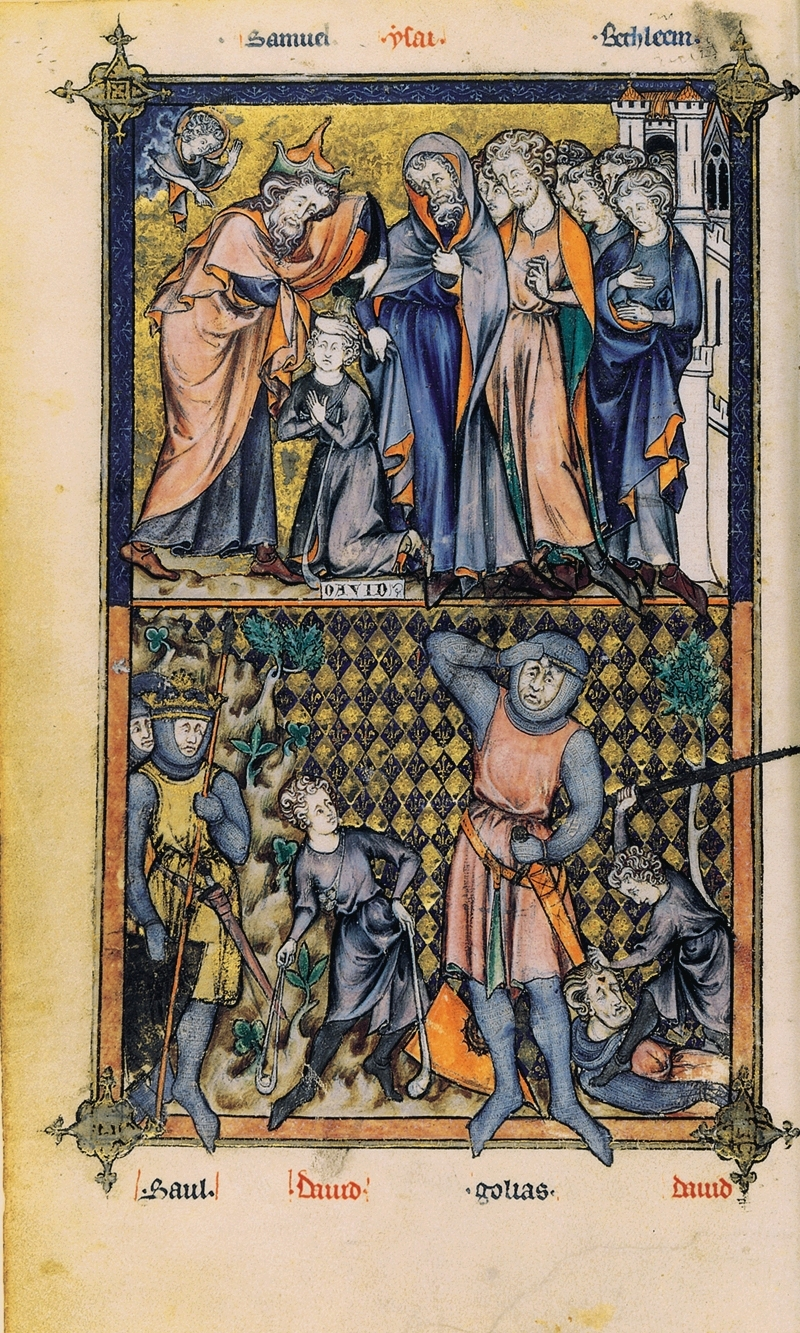
Brevier von Philipp dem Schönen, Blatt 7v, 1296, Bibliothèque Nationale, Paris

## Leben
1288 befand sich die Werkstatt des Meisters Honoré in der Nähe der Kirche Saint-Séverin, in der Rue Herenenboc-de-Bria, der heutigen Rue Boutebrie, dem damaligen Pariser Buchmalerviertel. In diesem Jahr kaufte Honoré das Decretum Gratiani, eine in der Stadtbibliothek von Tours aufbewahrte Handschrift (Nr. 558), für die er das Frontispiz gestaltete. Die Information stammt aus einer lateinischen Notiz auf demselben Manuskript auf c. 351r. Die hohe Bezahlung des Meisters Honoré, die im Livre de la taille von 1292 dokumentiert ist, zeigt sich in der großen Summe, die er als Werkstattmeister an jährlichen Steuern zahlte, sowie in der kleineren Summe, die sein Schwiegersohn an Richard von Verdun zahlte, und in der bescheidenen Zahlung eines Gehilfen namens Thomassin. Die Bedeutung des Meisters Honoré und sein hohes Ansehen bei seinen Auftraggebern bestätigt die zweite nachweisbare Handschrift: 1296 erhielt er vom König eine Bezahlung für die Ausstattung des sogenannten Brevier Philipps des Schönen (Paris, BNF, lat. 1023). 1318 wurde Honorés Werkstatt von Richard von Verdun und Jean de la Mare übernommen.
Zu den Werken, die dem Meister aus stilistischen Gründen zugeschrieben werden, gehört die erste illuminierte Kopie von Somme le Roy (London, British Library, add. ms. 54180).

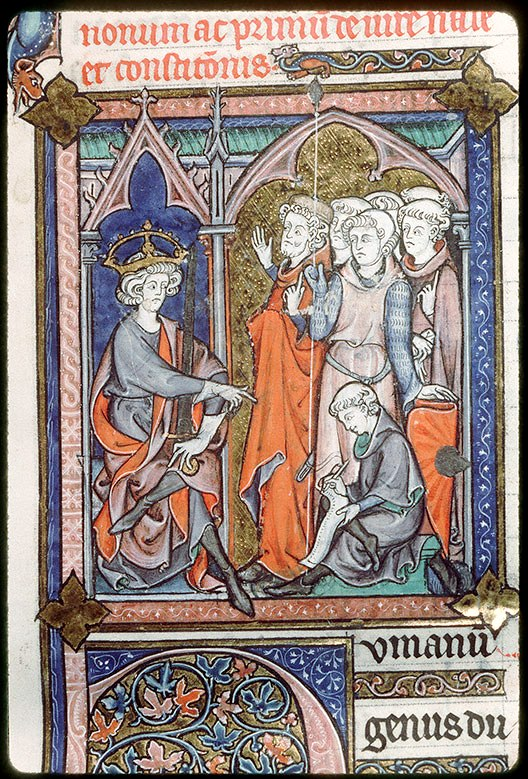
Decretum Gratiani, 1288, Stadtbibliothek Tours

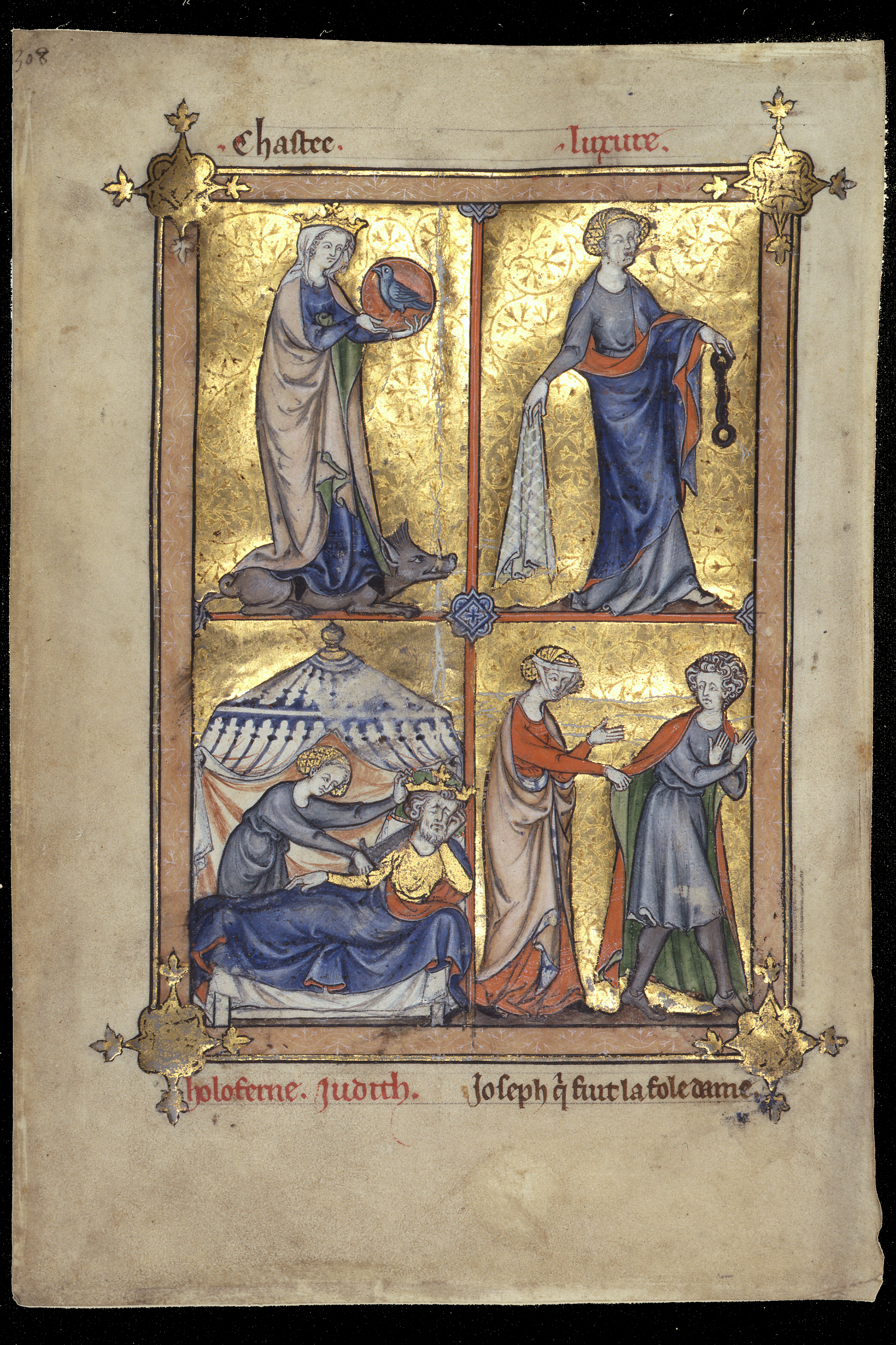
Miniatur aus Somme le Roy, um 1295, Fitzwilliam Museum, Cambridge (MS 368)

## Stil
Im 13. Jahrhundert lebte die Miniaturkunst in Paris in den Laienwerkstätten wieder auf, wo Villard de Honnecourt stilisierte Figuren schuf, die in Seiten eingebettet waren, die die architektonische und kostbare Struktur der kleinen Goldschmiedeobjekte und die zweidimensionalen Hintergründe der Glaskunst beibehielten. Das Werk von Honoré bildet das Bindeglied zwischen dem französisch-gotischen Stil der Mitte des 13. Jahrhunderts, für den der Psalter Ludwigs des Heiligen (Paris, BNF, lat. 10525) aus der Zeit um 1256 beispielhaft ist, und dem abrupten Bruch mit der Tradition im Werk von Jean Pucelle. Mit Honoré beginnt unmerklich der Übergang zu einer neuen Plastizität der Formen, die auch durch Helldunkel und Verkürzung erreicht wird, die Suche nach einer größeren Interaktion zwischen den Figuren, durch weniger formale Haltungen und den Versuch, sich von der Linearität und dem flächigen Hintergrund zu lösen.
Die fließenden Physiognomien von Meister Honoré wurden mit denen des sienesischen Goldschmieds Guccio di Mannaia verglichen.